# Anàdir
|  | Aquest article tracta sobre la ciutat. Vegeu-ne altres significats a «Anadir (desambiguació)». |

Anàdir (en rus, Анадырь) és una ciutat de l'extrem oriental de Rússia, a Sibèria. És la capital del districte autònom de Txukotka, país poblat pel poble txuktxi. Es troba a la desembocadura del riu Anàdir, que li dona nom, vora les aigües del golf d'Anàdir.

## Clima
Anàdir té un clima subàrtic (Classificació de Köppen Dfc).
| Dades climàtiques a Anadyr         | Dades climàtiques a Anadyr | Dades climàtiques a Anadyr | Dades climàtiques a Anadyr | Dades climàtiques a Anadyr | Dades climàtiques a Anadyr | Dades climàtiques a Anadyr | Dades climàtiques a Anadyr | Dades climàtiques a Anadyr | Dades climàtiques a Anadyr | Dades climàtiques a Anadyr | Dades climàtiques a Anadyr | Dades climàtiques a Anadyr | Dades climàtiques a Anadyr |
| Mes                                | gen                        | febr                       | març                       | abr                        | maig                       | juny                       | jul                        | ag                         | set                        | oct                        | nov                        | des                        | anual                      |
| ---------------------------------- | -------------------------- | -------------------------- | -------------------------- | -------------------------- | -------------------------- | -------------------------- | -------------------------- | -------------------------- | -------------------------- | -------------------------- | -------------------------- | -------------------------- | -------------------------- |
| Màxima rècord °C (°F)              | 5.8 (42.4)                 | 2.7 (36.9)                 | 3.0 (37.4)                 | 7.1 (44.8)                 | 19.3 (66.7)                | 26.5 (79.7)                | 30.0 (86)                  | 26.6 (79.9)                | 17.7 (63.9)                | 15.6 (60.1)                | 4.6 (40.3)                 | 4.3 (39.7)                 | 30.0 (86)                  |
| Màxima mitjana °C (°F)             | −18.8 (−1.8)               | −18.3 (−0.9)               | −15.5 (4.1)                | −9.0 (15.8)                | 1.6 (34.9)                 | 10.7 (51.3)                | 15.6 (60.1)                | 13.6 (56.5)                | 7.7 (45.9)                 | −2.0 (28.4)                | −10.1 (13.8)               | −15.6 (3.9)                | –3.3 (26)                  |
| Mitjana diària °C (°F)             | −22.6 (−8.7)               | −22.0 (−7.6)               | −19.3 (−2.7)               | −12.8 (9)                  | −1.6 (29.1)                | 6.3 (43.3)                 | 11.6 (52.9)                | 10.1 (50.2)                | 4.6 (40.3)                 | −4.6 (23.7)                | −13.3 (8.1)                | −19.3 (−2.7)               | −6.9 (19.6)                |
| Mínima mitjana °C (°F)             | −26.2 (−15.2)              | −25.5 (−13.9)              | −22.8 (−9)                 | −16.4 (2.5)                | −4.4 (24.1)                | 3.2 (37.8)                 | 8.6 (47.5)                 | 7.3 (45.1)                 | 2.0 (35.6)                 | −7.1 (19.2)                | −16.4 (2.5)                | −22.8 (−9)                 | −10.0 (14)                 |
| Mínima rècord °C (°F)              | −46.8 (−52.2)              | −44.7 (−48.5)              | −42.1 (−43.8)              | –39.6                      | −28.2 (−18.8)              | −7.6 (18.3)                | −1.2 (29.8)                | −4.3 (24.3)                | −11.8 (10.8)               | −28.2 (−18.8)              | –38.8                      | −45.2 (−49.4)              | −46.8 (−52.2)              |
| Precipitació mitjana mm (polzades) | 45 (1.77)                  | 40 (1.57)                  | 33 (1.3)                   | 23 (0.91)                  | 13 (0.51)                  | 18 (0.71)                  | 34 (1.34)                  | 43 (1.69)                  | 31 (1.22)                  | 26 (1.02)                  | 34 (1.34)                  | 42 (1.65)                  | 382 (15.04)                |
| Mitjana de dies de pluja           | 0.2                        | 0.2                        | 0.2                        | 1                          | 9                          | 15                         | 17                         | 19                         | 17                         | 6                          | 2                          | 1                          | 88                         |
| Mitjana de dies de neu             | 18                         | 18                         | 15                         | 17                         | 16                         | 2                          | 0.1                        | 0.3                        | 5                          | 19                         | 19                         | 18                         | 147                        |
| Humitat relativa mitjana (%)       | 82                         | 81                         | 81                         | 82                         | 84                         | 78                         | 79                         | 81                         | 80                         | 84                         | 84                         | 82                         | 82                         |
| Mitjana mensual d'hores de sol     | 29                         | 101                        | 197                        | 249                        | 245                        | 279                        | 257                        | 186                        | 138                        | 105                        | 47                         | 15                         | 1.848                      |
| Font #1: Pogoda.ru.net             |                            |                            |                            |                            |                            |                            |                            |                            |                            |                            |                            |                            |                            |
| Font #2: NOAA (sun, 1961–1990)     |                            |                            |                            |                            |                            |                            |                            |                            |                            |                            |                            |                            |                            |

## Història
A l'orient rus es va proclamar, al començament del 1918, una comuna a la ciutat d'Anàdir, amb jurisdicció sobre el territori oriental (que després fou el districte dels Txuktxis). El 16 de desembre de 1919 es va crear a Anàdir el Comitè Revolucionari de Txukotka.
El 31 de gener de 1920 es va produir un cop d'estat contrarevolucionari i partidari dels "blancs", i els membres del Comitè van ser executats. El juliol de 1920, l'exèrcit roig va restaurar el poder bolxevic a Txukotka i el 6 de gener de 1921 es va constituir el Comitè Popular Revolucionari de Txukotka, que va subsistir fins a l'octubre de 1921, quan la regió va ser ocupada pels blancs i es va constituir l'Estat lliure de Txukotka.